# 1988 en Norvège
Chronologie de la Norvège
- 1984
- 1985
- 1986
- 1987
- 1988
- 1989
- 1990
- 1991
- 1992

Cet article présente les faits marquants de l'année 1988 en Norvège ou relatifs à la Norvège.

## Gouvernance
- Olav V est roi de Norvège.
- Gro Harlem Brundtland est le chef du gouvernement.

## Événements
- 6 mai : le vol Widerøe 710, un vol régional régulier assuré par un De Havilland Canada Dash 7 de la compagnie norvégienne Widerøe, s'est écrasé sur le flanc de la montagne Torghatten, lors de l'approche finale vers l'aéroport de Brønnøysund.
- 4 novembre : Règlement sur l'emploi des langues dans les services publics ( bokmål et nynorsk)[1].

## Sport
- La Norvège participe aux Jeux olympiques d'été de 1988 à Séoul. 70 athlètes norvégiens, 44 hommes et 26 femmes, ont participé à des compétitions dans 11 sports. Ils y ont obtenu 5 médailles : 2 d'or et 3 d'argent.
- la Norvège participe aux Jeux olympiques d'hiver de 1988 à Calgary au Canada. L'équipe de Norvège olympique a remporté 5 médailles (3 en argent et 2 en bronze) lors de ces Jeux olympiques d'hiver de 1988 à Calgary, se situant à la 12e place des nations au tableau médaillès.
- Les championnats d'Europe de badminton 1988, onzième édition des championnats d'Europe de badminton, ont lieu du 10 au 16 avril 1988 à Kristiansand, en Norvège.
- La saison 1988 du Championnat de Norvège de football était la 26e édition de la première division norvégienne à poule unique, la Tippeligaen. Les 12 clubs jouent les uns contre les autres lors de rencontres disputées en matchs aller et retour.
- Les Championnats d'Europe de lutte 1988 se sont tenus à Kolbotn (lutte gréco-romaine), à Manchester (lutte libre) et à Dijon (lutte féminine) en 1988.

## Naissances
- Naissance en Norvège en 1988

## Décès
- Décès en Norvège en 1988